# Office culturel de Cluny
Pour les articles homonymes, voir Cluny et OCC.
L'Office culturel de Cluny (OCC) était une association de droit français régie par la loi de 1901 et déclarée en mars 1964, fondée à Paris par Olivier Fenoy. Elle a été placée en liquidation judiciaire en 2018 à la suite des révélations des abus sexuels de son fondateur.

## Historique
Influencé par Jacques Copeau, Léon Chancerel ou Vassily Kandinsky au niveau artistique, par Emmanuel Mounier et au niveau spirituel par Pie XII puis par Marthe Robin, le mouvement des Focolari et ancien élève de Marie-Dominique Philippe, Olivier Fenoy, alors jeune comédien, crée en 1964 avec quelques amis l'Office culturel de Cluny, une association régie par la loi de 1901, du nom du café parisien où ils se réunissent. Portés par une vision de l’homme fondée sur les valeurs chrétiennes, leur but commun est de s’engager dans des actions culturelles. Profitant de l’élan étudiant de 1965 à 1970, leur troupe de théâtre, puis celles de danse, de musique et enfin de ciné-club ou de conférences-films, rayonnent dans les milieux universitaires à travers toute la France. Ils font naître des associations culturelles durables ou éphémères dans un certain nombre de grandes villes françaises. 
L'abbé Grammont, de l'abbaye Notre-Dame du Bec, met à leur disposition un monastère désaffecté pour y ouvrir un centre d'initiation aux beaux-arts et un peu plus tard de formation à l'animation. 
En 1970, Paul Caillaud, maire centriste de La Roche-sur-Yon propose  à Olivier Fenoy  de prendre en charge l’animation culturelle de la ville. Leur travail est récompensé par le concours des villes moyennes lancé par le ministre de l'Équipement et du Logement, Albin Chalandon.
Les animateurs de l'Office culturel de Cluny ont créé d'autres associations qui ont pris leur autonomie et dont les activités sont reconnues dans les milieux culturels et artistiques.
En 1986, l'Office culturel de Cluny compte une centaine de membres et sept centres régionaux.

## Organisation
À partir de 1975, certains animateurs de l’Office culturel de Cluny, partageant avec Olivier Fenoy les mêmes convictions, ont choisi de partager une vie communautaire, et de s’engager bénévolement dans leurs actions culturelles, non confessionnelles. C’est ainsi qu’une confusion a pu s’établir entre l’association et une communauté.

## Activités
L’association mène de 1975 jusqu’à la fin des années 1990 des actions de création artistique, formation, animation culturelle et diffusion. 
- Elle publie une revue trimestrielle Courrier, Nouvelles de Cluny jusqu’à l’année 2000.
- Elle gère alors plusieurs centres culturels en France.
- Elle fédère plusieurs associations en France.

L’Office culturel de Cluny n’a plus d’activité depuis la fin des années 1990. L’association a été placée en liquidation judiciaire depuis le 29 mars 2018. 

## Reconnaissance par l’État français
En 1972, l’association est agréée par le Ministère de la Jeunesse et des Sports et reçoit ses premières subventions, son fondateur est décoré de l’ordre national du Mérite et nommé membre du Haut Comité de la Jeunesse et des Sports.
En 1981 et un peu après la formation par Pierre Mauroy de son gouvernement, André Henry, ministre du Temps libre chargé de la Jeunesse et des Sports, retire son agrément national à l’OCC, affirmant que « les interférences entre les activités culturelles et la présence d'une communauté n'offraient pas les conditions de transparence » nécessaires au fonctionnement laïc de l'association. Ce retrait d’agrément ayant été effectif en 1982 le président de l'Office a porté immédiatement l’affaire devant le tribunal administratif de Paris et l'association obtiendra gain de cause. Le ministre a fait appel de cette décision et c’est durant cette période que les bruits les plus divers jusqu’à l’accusation de « comportements sectaires » ont commencé de circuler au sujet de l’Office culturel de Cluny. Le Conseil d’État annule le jugement par un arrêt de mars 1990. Ainsi l'OCC retrouve son agrément national.
De nouveau, en 1996, l’agrément sera enlevé après la parution du nom de l’ « Office culturel de Cluny » dans le rapport parlementaire sur les sectes en France.
Ce retrait d'agrément pour l'OCC a été annulé en première instance par le tribunal administratif de Paris, jugement confirmé par la cour d'appel de Paris au motif que le ministre de la Jeunesse et des Sports ne s'était appuyé sur aucun contrôle ou inspection pour justifier son acte.

## Controverses

### Dérive sectaire
En 1995, l’Office culturel de Cluny apparaît dans la liste des 173 « mouvements sectaires » listés par la commission d’enquête parlementaires sur les sectes en France.
En 2005 le Premier ministre Jean-Pierre Raffarin rend caduque la liste établie par le rapport de 1995 au motif que certains critères étaient « des plus malheureux » Selon Jean Pierre Chantin, la communauté fut accusée d'être une secte par « méconnaissance des communautés nouvelles plurivocationnelles ». En 1981, une enquête ecclésiastique menée par l'archevêché de Lyon avait déjà conclu qu'on ne pouvait pas assimiler l’Office culturel de Cluny à une secte, mais il est resté suspecté par certains de dérives sectaires.

### Prud'hommes
Le 21 décembre 2017, la cour d’appel de Paris a condamné l’Office culturel de Cluny, ainsi que l’association Patrimoine et Développement, à verser des dommages et intérêts d’environ un million d’euros à vingt-et-un anciens membres permanents, "en réparation du préjudice résultant de la perte de chance de percevoir une retraite". Les plaignants avaient travaillé pendant plusieurs années dans cet organisme sans qu’aucun salaire ni aucune cotisation sociale n’aient été versés.

### Abus sexuels
En 2017, dans le cadre d’une procédure en diffamation corollaire au procès aux prud’hommes, engagée par Olivier Fenoy, plusieurs témoignages ont été apportés, de personnes attestant de relations sexuelles qu’il leur aurait imposées. Les faits étant anciens, ils sont prescrits par la justice et n’ont donc pas fait pas l’objet de poursuites. À la suite de ces témoignages apportés quelques jours avant l’audience, Olivier Fenoy s’est désisté alors le juge n’a pas accepté le report d’audience.
Ces témoignages a eu comme conséquences le désengagement total et définitif d’Olivier Fenoy de toutes les activités qu’il menait dans plusieurs associations issues de l’Office culturel de Cluny et son éloignement.